# 浪淘沙 (电影)
浪淘沙 (英語：The Desert Island)是一部1936年上映的有声电影，由导演吴永刚执导。

## 演员
- 金焰
- 章志直